# 剑斗镇
剑斗镇，是中华人民共和国福建省泉州市安溪县下辖的一个乡镇级行政单位。

## 行政区划
剑斗镇下辖以下地区：
红星村、月星村、福斗村、前炉村、双洋村、东阳村、剑斗村、后井村、圳下村、仙荣村、御屏村、潮碧村、云溪村、举口村、尚山坑场和小礤场。